# Пилунчан (Кунео)
Пилунчан је насеље у Италији у округу Кунео, региону Пијемонт.
Према процени из 2011. у насељу је живело 38 становника. Насеље се налази на надморској висини од 644 м.